# Marco Favalli
Marco Favalli (Monza, 2 maggio 1968) è un ex hockeista su ghiaccio italiano.

## Carriera
Ha giocato per lungo tempo con la maglia dell'HC Milano Saima, ed è stato l'unico giocatore a vestire quella maglia dalla fondazione nel 1985 allo scudetto del 1991.
Nelle due stagioni successive giocò in serie B rispettivamente con HC Courmaosta e HC Chiavenna, per ritornare a Milano nella prima stagione disputata in massima serie dalla rifondata SG Milano Saima, 1993-1994.
Per motivi di studio, nelle stagioni successive giocò solo in serie minori (IHC Draghi Torino, nuovamente HC Chiavenna), con l'eccezione dell'Alpenliga 1995, giocata con la maglia dei Devils Milano.
È nipote di un altro giocatore simbolo dell'hockey su ghiaccio milanese, Giancarlo Agazzi.

## Palmarès

### Club
- Campionato italiano: 2
Milano Saima (seria A): 1990-1991
Milano Saimex (serie B): 1987-1988